# Liste des épisodes de L'Agence tous risques
Cet article présente la liste des épisodes de la série télévisée américaine L'Agence tous risques.
Pour les épisodes marqués d'un * en DVD Intégrale sont en un seul épisode.

## Saison 1 (1983)
1. Rio Blanco ou Ville de San Rio Blanco - 1re partie (The town of San Rio Blanco - Part 1) (avec William Windom)*
2. Rio Blanco ou Ville de San Rio Blanco - 2e partie (The town of San Rio Blanco - Part 2)*
3. Les enfants de Jamestown (Children of Jamestown) (avec John Saxon)
4. Les gladiateurs (Pros and Cons) (avec Clifton James)
5. Une petite guerre privée (A Small and Deadly War) (avec Dean Stockwell)
6. Bagarre à Bad Rock (Black Day at Bad Rock) (avec Ed Lauter)
7. Enlèvement à Las Vegas (The Rabbit Who Ate Las Vegas)
8. Racket (The Out-of-Towners) (avec Yaphet Kotto)
9. Vacances dans les collines (Holiday in the Hills)
10. Bataille rangée (West Coast Turnaround) (avec Stuart Whitman)
11. Et c'est reparti (One More Time) (avec William Lucking)
12. Pour le meilleur et pour le pire (Till Death Do Us Part) (avec Noble Willingham)
13. Détournement (The Beast from the Belly of a Boeing) (avec Andrew Robinson)
14. Une si jolie petite ville (A Nice Place to Visit) (avec Joanna Kerns)

## Saison 2 (1983-1984)
1. Poussière de diamants (Diamonds 'n' Dust) (Avec Kristen Meadows)
2. Le pain quotidien (Recipe for Heavy Bread)
3. Otages à l'orphelinat ou La seule église dans la ville (The Only Church in Town) (avec Markie Post)
4. Immigration clandestine ou Mauvaise passe à la frontière (Bad Time on the Border)
5. Les mustangs ou Quand reviens-tu, cavalier des plaines ?  1re partie (When You Comin' Back, Range Rider? - Part 1) (avec Morgan Woodward)*
6. Les mustangs ou Quand reviens-tu, cavalier des plaines ?  2e partie (When You Comin' Back, Range Rider? - Part 2)*
7. La guerre des taxis  (The Taxicab Wars) (avec Michael Ironside et Hernie Hudson)
8. Agitateurs ou Casse-tête syndical (Labor Pains) (avec Charles Napier)
9. La pêche miraculeuse ou Il y a toujours une anguille sous roche  (There's Always a Catch) (Avec Tracy Scoggins)
10. Histoire d'eau ou Rien que de l'eau  (Water, Water Everywhere) (avec Sam J. Jones)
11. Acier (Steel)
12. Le candidat ou Ballotage tous risques (The White Ballot) (avec Clifton James)
13. La vache maltaise (The Maltese Cow) (avec Keye Luke)
14. Eclipse (In Plane Sight)
15. Tirez sur le Cheik (The Battle of Bel Air) (avec Kurtwood Smith)
16. Dites-le avec du plomb (Say It With Bullets)
17. Les marchands de poison ou Sacré poison  (Pure-Dee Poison)
18. Le Scorpion du désert ou C'est le désert  (It's a Desert Out There)
19. Pièces détachées ou Trafic de voitures  (Chopping Spree) (avec Dennis Franz)
20. Pas si facile que ça (Harder Than It Looks)
21. Opération finale ou Manœuvres capitales (Deadly Maneuvers)
22. Pression amicale (Semi-Friendly Persuasion)  (avec Geoffrey Lewis)
23. Souvenirs ou Le rappel (Curtain Call)

## Saison 3 (1984-1985)
1. Vacances en Floride (Bullets and Bikinis)
2. Au-delà de la rivière - 1re partie (The Bend in the River - Part 1)
3. Au-delà de la rivière - 2e partie (The Bend in the River - Part 2)
4. Au feu ! (Fire) (avec Stepfanie Kramer)
5. Promenade dans les bois (Timber)
6. Double foyer (Double Heat) (avec Dana Elcar)
7. Voie de garage (Trouble on Wheels) (avec Joe Santos)
8. Echec aux affreux (The Island)
9. La dernière séance (Showdown !)
10. Le nouveau shérif (Sheriffs of Rivertown)
11. Les cloches de Sainte-Marie (The Bells of St. Mary's) (avec Joseph Wiseman)
12. Collection (Hot Styles) (avec Richard Lynch)
13. Belle évasion (Breakout !)
14. Nouvelle cuisine (Cup A' Joe)
15. Extorsions (The Big Squeeze)
16. Le champion (Champ !)
17. Les braconniers (Skins)
18. Jeu de piste (Road Games)
19. Aux frais de la princesse (Moving Targets)
20. Les Chevaliers de la route (Knights of the Road)
21. Effacez-les (Waste 'Em !)
22. Chasseurs de primes (Bounty)
23. Mystère à Beverly Hills (Beverly Hills Assault) (avec Lloyd Bochner)
24. Boisson gazeuse (Trouble Brewing)
25. Vacances au bord du lac (Incident at Crystal Lake)

## Saison 4 (1985-1986)
1. Le jugement dernier - 1re partie (Judgment Day - Part 1)*
2. Le jugement dernier - 2e partie (Judgment Day - Part 2)*
3. Le monstre du lac (Where Is the Monster When You Need Him ?)
4. Un quartier tranquille (Lease with an Option to Die) (avec Ray Wise et Della Reese)
5. La route de l'espoir (The Road to Hope)
6. Rock N' Roll (The Heart of Rock N' Roll) (avec Isaac Hayes et Rick James)
7. Rien que du muscle (Body Slam) (avec Hulk Hogan)
8. Grand prix (Blood, Sweat, and Cheers)
9. Qui est qui ? (Mind Games)
10. Un quartier anglais (There Goes the Neighborhood)
11. Le docteur est sorti (The Doctor Is Out)
12. Prudence les enfants (Uncle Buckle-Up)
13. La roue de la fortune (Wheel of Fortune)
14. Opération Abraxis (The A-Team Is Coming, the A-Team Is Coming)
15. Club privé (Members Only) (avec Carole Cook et Kevin McCarthy)
16. Cowboy George ou Chantage (Cowboy George) (avec le groupe Culture Club et Boy George)
17. Un monde de fou (Waiting for Insane Wayne)
18. Une vraie mine d'or (The Duke of Whispering Pines)
19. Le trésor sous la mer (Beneath the Surface)
20. La mission de la paix (Mission of Peace) (avec David White)
21. Harry a des ennuis (The Trouble with Harry) (avec Hulk Hogan et William Perry)
22. Services en tous genres (A Little Town With an Accent)
23. Les orages du souvenir (The Sound of Thunder) (avec Tia Carrere)

## Saison 5 (1986-1987)
1. Un témoin capital 1re partie (Dishpan Man : The Court Martial - Part 1)
2. Condamnation 2e partie (Trial by Fire : The Court Martial - Part 2)
3. Exécution 3e partie (Firing Line : The Court Martial - Part 3)
4. Match au sommet (Quarterback Sneak) (avec Joe Namath)
5. Théorie de la révolution (The Theory of Revolution)
6. Une vieille amitié (The Say U.N.C.L.E. Affair) (avec David McCallum)
7. Mort sur ordonnance (Alive at Five)
8. Réunion de famille (Family Reunion)
9. Le point de non-retour (Point of No Return)
10. Le crâne de cristal (The Crystal Skull)
11. Lame de fond (The Spy Who Mugged Me)
12. La guerre des étoiles (The Grey Team)
13. Soirée de détente (Without Reservations)